# Aeròdrom de Zeltweg
|  | Aquest article tracta sobre l'Aeròdrom. Si cerqueu el circuit de Zeltweg, vegeu «Red Bull Ring». |

L'Aeròdrom de Zeltweg (oficialment, en alemany, Fliegerhorst Hinterstoisser) és un aeroport militar d'Estíria (Àustria) que està situat a prop de Zeltweg.
Des del 1963 fins al 1969, l'equipament va ser utilitzat per la Fórmula 1 amb el nom de circuit de Zeltweg. Més tard es va construir un altre circuit ben a prop que s'anomenà Österreichring i, després d'una important remodelació, A-1 Ring.